# Centre commercial Linna
Le centre commercial Linna (finnois : Kauppakeskus Linna) est un ancien centre commercial du quartier de Hämeensaari à  Hämeenlinna en Finlande,.

## Présentation
Le centre commercial est construit en 1998 le long de Raatihuoneenkatu sur les terrains des anciens grands magasins Sokos et Centrum construits dans les années 1960 et 1970.
L'îlot urbain auquel appartient le centre commercial, est situé du côté ouest de la place du marché où se trouve aussi la maison natale de Jean Sibelius.
Le centre commercial Linna avait trois étages de commerce et une aire de stationnement sur le toit.
Keskustalo a cessé d'être un centre commercial en 2016 après l'ouverture du centre commercial Goodman.